# 索爾頓城 (加利福尼亞州)
索爾頓城（英語：Salton City）是位於美國加利福尼亞州因皮里爾縣的一個人口普查指定地區。

## 地理
索爾頓城的座標為33°17′55″N 115°57′22″W / 33.29861°N 115.95611°W，而該地最高點為海拔高度-38米（即-125英尺）。

## 人口
根據2010年美國人口普查的數據，索爾頓城的面積為55.506平方千米，當中陸地面積為55.506平方千米，而水域面積為0.000平方千米。當地共有人口3763人，而人口密度為每平方千米67人。